# Georg von Kleist
Georg Friedrich von Kleist (Rheinfeld, 25. rujna 1852. – Wusseken, 29. srpnja 1923.) je bio njemački general i vojni zapovjednik. Tijekom Prvog svjetskog rata zapovijedao je XXIII. pričuvnim korpusom na Zapadnom bojištu.

## Vojna karijera
Georg von Kleist rođen je 25. rujna 1852. u Rheinfeldu. Sin je Fedora Benne von Kleist, inače general bojnika. U prusku vojsku stupio je 1869. godine služeći u 52. pješačkoj pukovniji u Cottbusu u kojoj je nekad služio njegov otac. Sudjeluje u Prusko-francuskom ratu u kojem je ranjen, te odlikovan Željeznim križem. Potom pohađa Prusku vojnu akademiju, nakon čega od 1874. služi u 7. dragunskoj pukovniji. U listopadu 1877. promaknut je u poručnika, dok se od 1880. nalazi na službi kao pobočnik u XIV. korpusu u Karlsruheu. U listopadu 1883. unaprijeđen je u čin konjičkog satnika. Od te iste godine raspoređen je na službu u 13. dragunsku pukovniju gdje zapovijeda konjičkom satnijom. Godine 1887. promaknut je u čin bojnika, te od te iste godine služi u stožeru 3. pješačke divizije u Stettinu. Od 1889. služi Glavnom stožeru i to do kolovoza 1892. kada postaje zapovjednikom 3. ulanske pukovnije. U ožujku 1894. dostiže čin potpukovnika, dok je u siječnju 1895. imenovan načelnikom odjela pri Glavnom stožeru. 
U travnju 1897. Kleist je promaknut u čin pukovnika, da bi u srpnju iduće, 1898. godine, bio imenovan zapovjednikom 36. husarske brigade koja je bila smještena u Danzigu. U svibnju 1899. unaprijeđen je u general bojnika, a dvije godine kasnije, u rujnu 1901., postaje glavnim inspektorom 1. konjičke inspekcije. Godinu dana poslije, u travnju 1902., promaknut je u čin general poručnika, dok u travnju 1903. postaje zapovjednikom 38. pješačke divizije u Erfurtu. U siječnju 1907. promaknut je u čin generala konjice, te imenovan Glavnim inspektorom pruske konjice. Navedenu dužnost obnaša do 1909. kada napušta vojnu službu.

## Prvi svjetski rat
Na početku Prvog svjetskog rata Kleist je reaktiviran, te imenovan zapovjednikom novoformiranog XXIII. pričuvnog korpusa koji je ušao u sastav 4. armije. Zapovijedajući navedenim korpusom sudjeluje u borbama u Flandriji i Prvoj bitci kod Ypresa. U prosincu 1914. morao je zbog srčanih problema napustiti zapovjedništvo nad XXIII. pričuvnim korpusom. Nakon liječenja u bolnici u Gentu, u siječnju 1915. vratio se u Wusseken gdje je živio prije rata. Do kraja rata nije dobio novo zapovjedništvo. 

## Poslije rata
Nakon završetka rata Kleist se bavio pisanjem i politikom. Bio je od 1910. član Doma lordova Pruskog parlamenta, te jedan od osnivača i predsjednik Prussenbunda, konzervativne monarhističke organizacije koja se zalagala za obnovu monarhije.     
Georg von Kleist preminuo je 29. srpnja 1923. godine u 71. godini života u Wussekenu. Bio je oženjen Barbarom von Nathusius s kojom je imao šest sinova i jednu kćer. Dva sina Heinrich i Fedor služili su u njemačkoj vojsci u Prvom svjetskom ratu, te su poginuli u borbama u Litvi i Poljskoj. Sinovi Robert, Ewald i Barnim također su služili u Wehrmachtu tijekom Drugog svjetskog rata.

## Vanjske poveznice
(eng.) Georg von Kleist na stranici Prussianachine.com

(njem.) Georg von Kleist na stranici Deutschland14-18.de